# Festival d'Angoulême 1998
Le 25e festival international de la bande dessinée d'Angoulême s'est tenu du 22 janvier au 25 janvier 1998. Il était présidé par Daniel Goossens, vainqueur du Grand Prix l'année précédente.

## Affiche
Daniel Goossens

## Palmarès

### Grand prix de la ville
François Boucq

### Prix décernés
- Alph-Art du meilleur Album : Léon la came t.2, Laid pauvre et malade - Sylvain Chomet et Nicolas de Crécy, Casterman
- Alph-Art du meilleur scénario : Kid Congo - Loustal/Paringaux, Casterman
- Alph-Art du meilleur Album étranger traduit en français : Fax de Sarajevo, Joe Kubert, Vertige Graphic
- Alph-Art Humour : Jean-Claude Tergal t.6 - Portraits de famille, Tronchet, Audie - Fluide glacial
- Alph-Art du Public : Le Cycle de Cyann t.2 - Six saisons sur Ilo, François Bourgeon et Claude Lacroix, Casterman
- Alph-Art coup de cœur : La Fille du professeur - Emmanuel Guibert et Joann Sfar, Dupuis
- Alph-Art Jeunesse 7-8 ans : Jojo et Paco font la java, Isabelle Wilsdorf, Delcourt
- Alph-Art Jeunesse 9-12 ans :  Trolls de Troy : Histoire de Trolls, Arleston Scotch et Jean-Louis Mourier, Soleil
- Alph-Art Fanzine : Drozophile (Suisse)
- Alph-Art de la BD scolaire : Richard Memeteau, Chartres
- Alph-Art Graine de Pro : Yann-Joseph Provost (Brest) et Christophe Mominous (Brest) pour Christophe Fanzine
- Alph-Art communication : Théâtre du Granit - Scène Nationale de Belfort - François Boucq
- Prix Goscinny : La Fille du professeur - Emmanuel Guibert et Joann Sfar, Dupuis
- Prix des Libraires spécialisés en BD : Le Sursis, Jean-Pierre Gibrat, Dupuis
- Prix de l'École de l'image : Chris Ware
- Prix Bloody Mary de l'ACBD : Un ver dans le fruit - Pascal Rabaté, Vents d'Ouest
- Prix de la BD Chrétienne Francophone

Mention Spéciale : Abbé Pierre, le défi, Edmond Baudoin, Miss Editions
- Prix France Info:  Fax de Sarajevo, Joe Kubert, Vertige Graphic

## Jury
- Laure Garcia (Nouvel Observateur)
- Jean Bernard (Midi libre)
- Daniel Coyne (Librairie Super Héros)
- Hugues Dayez (RTBF)
- Michel Marian (Centre National du Livre)
- Ged Marlon
- Philippe Morin (Rédacteur en chef, PLG)
- Dr Joao Paulo Viana de Paiva Boleo (Journaliste de BD Expresso, Portugal)
- Benoît Poelvoorde
- François Rollin
- Christian Sauvage (Le Journal du Dimanche)